# Eino Murtorinne
Eino Johannes Murtorinne, född 25 november 1930 i Kiuruvesi, död 15 juli 2023 i Helsingfors, var en finländsk präst och kyrkohistoriker.
Murtorinne avlade teologie doktorsexamen 1964. Han var 1967–1972 docent i Finlands och Skandinaviens kyrkohistoria vid Helsingfors universitet, 1972–1975 biträdande professor i kyrkohistoria och 1975–1993 personell extra ordinarie professor i sistnämnda ämne.
Han har som forskare intresserat sig bland annat för de nordiska kyrkornas och den finländska kyrkans relationer till de tyska under nazitiden, i Risti hakaristin varjossa (1972) och Veljeyttä viimeiseen saakka (1975); bland övriga arbeten märks The history of Finnish theology 1828–1918 (1988) och de två sista volymerna i Suomen kirkon historia (1992–1995). 
År 1973 utnämndes han till ledamot av Finska Vetenskapsakademien.

## Utmärkelser
- Riddartecknet av I klass av Finlands Vita Ros’ orden,  1978[3]

[Redigera Wikidata]

### Uppslagsverk
- Murtorinne, Eino i Uppslagsverket Finland (webbupplaga, 2012). CC-BY-SA 4.0